# Liste des sites Ramsar au Burkina Faso
Cet article recense les zones humides du Burkina Faso concernées par la convention de Ramsar.

## Statistiques
La convention de Ramsar est entrée en vigueur au Burkina Faso le 27 octobre 1990.
En janvier 2020, le pays compte 24 sites Ramsar, couvrant une superficie de 18 722,79 km2.

## Liste
| Site                                                             | Région                          | Notes | Date            | Superficie (km²) | Altitude (m) | Identifiant Ramsar | Identifiant WDPA | Coordonnées                        | Photo |
| ---------------------------------------------------------------- | ------------------------------- | ----- | --------------- | ---------------- | ------------ | ------------------ | ---------------- | ---------------------------------- | ----- |
| Mare d'Oursi (en)                                                | Sahel                           |       | 27 juin 1990    | 350,00           | 200 - 518    | 490                |                  | 14° 38′ 53″ nord, 0° 27′ 29″ ouest |       |
| Mare aux Hippopotames                                            | Hauts-Bassins                   |       | 27 juin 1990    | 192,00           | 280 - 320    | 491                | 67823            | 11° 36′ 11″ nord, 4° 08′ 35″ ouest |       |
| Parc national du W                                               | Est                             |       | 27 juin 1990    | 3 114,71         | 200 - 334    | 492                | 67824            | 11° 52′ 23″ nord, 2° 06′ 54″ est   |       |
| Lac de Bagré                                                     | Centre-Est, Centre-Sud          |       | 7 octobre 2009  | 367,93           | 214          | 1874               | 555542734        | 11° 34′ 59″ nord, 0° 41′ 13″ ouest |       |
| Lac de la Kompienga (en)                                         | Est, Centre-Est                 |       | 7 octobre 2009  | 175,45           | 176 - 190    | 1875               | 555542686        | 11° 10′ 59″ nord, 0° 37′ 01″ est   |       |
| Barrage de la Tapoa                                              | Est                             |       | 10 juillet 2009 | 34,79            | 343 - 320    | 1876               | 555542735        | 12° 06′ 54″ nord, 1° 43′ 30″ est   |       |
| Cône d'épandage de Banh                                          | Nord                            |       | 7 octobre 2009  | 100,03           | 280 - 330    | 1877               | 555542736        | 14° 09′ 50″ nord, 2° 33′ 04″ ouest |       |
| Forêt classée et réserve partielle de faune Comoé-Léraba         | Cascades                        |       | 7 octobre 2009  | 1 245,10         | 252          | 1878               | 555542738        | 9° 50′ 02″ nord, 4° 40′ 37″ ouest  |       |
| Forêt galerie de Léra (de)                                       | Cascades                        |       | 7 octobre 2009  | 5,42             | 500          | 1879               | 555542737        | 10° 35′ 53″ nord, 5° 18′ 22″ ouest |       |
| Lac Bam                                                          | Centre-Nord                     |       | 7 octobre 2009  | 53,0045          | 310 - 302    | 1880               | 555542740        | 13° 24′ 07″ nord, 1° 31′ 08″ ouest |       |
| Lac de Tengréla                                                  | Cascades                        |       | 7 octobre 2009  | 5,80             | 294 - 450    | 1881               | 555542741        | 10° 38′ 38″ nord, 4° 50′ 20″ ouest |       |
| Lac Dem (en)                                                     | Centre-Nord                     |       | 7 octobre 2009  | 13,54            | 400 - 291    | 1882               | 555542742        | 13° 12′ 00″ nord, 1° 08′ 28″ ouest |       |
| Lac Higa (en)                                                    | Sahel                           |       | 10 juillet 2009 | 15,14            | 257 - 266    | 1883               | 555542743        | 13° 36′ 50″ nord, 0° 43′ 23″ est   |       |
| Réserve totale de faune d'Arly                                   | Est                             |       | 7 octobre 2009  | 7 952,89         | 300 - 220    | 1884               | 555542687        | 11° 34′ 01″ nord, 1° 03′ 14″ est   |       |
| Vallée du Sourou                                                 | Boucle du Mouhoun               |       | 7 octobre 2009  | 211,57           | 254 - 260    | 1885               | 555542739        | 13° 00′ 50″ nord, 3° 27′ 43″ ouest |       |
| Barrage de Tougouri                                              | Centre-Nord                     |       | 2 février 2016  | 12,21            | 367 - 333    | 2253               | 555624184        | 13° 19′ 12″ nord, 0° 32′ 06″ ouest |       |
| Bassin du Nakanbé-Mané                                           | Centre-Nord                     |       | 2 février 2016  | 194,77           | 329 - 363    | 2254               | 555624185        | 12° 58′ 12″ nord, 1° 25′ 44″ ouest |       |
| Barrage de Yalgo                                                 | Centre-Nord                     |       | 2 février 2016  | 45,2236          | 262 - 396    | 2258               | 555624189        | 13° 35′ 20″ nord, 0° 19′ 08″ ouest |       |
| Zone de confluence Mouhoun-Sourou                                | Boucle du Mouhoun               |       | 2 février 2017  | 233,00           | 256 - 290    | 2292               | 555624676        | 12° 41′ 06″ nord, 3° 19′ 01″ ouest |       |
| Corridor forestier de la boucle du Mouhoun                       | Boucle du Mouhoun, Centre-Ouest |       | 27 octobre 2017 | 1 345,53         | 240 - 300    | 2314               | 555625776        | 12° 10′ 08″ nord, 2° 56′ 10″ ouest |       |
| Complexe d’aires protégées Pô-Nazinga-Sissili                    | Centre-Ouest, Centre-Sud        |       | 27 octobre 2018 | 3 019,7265       | 160 - 420    | 2366               |                  | 11° 19′ 59″ nord, 1° 22′ 37″ ouest |       |
| Complexe du Parc urbain Bangr Weogo et du lac des trois barrages | Centre                          |       | 2 février 2019  | 9,45             | 320 - 281    | 2367               |                  | 12° 23′ 28″ nord, 1° 31′ 08″ ouest |       |
| Mare de Darkoye                                                  | Sahel                           |       | 27 février 2019 | 17,16            | 265 - 273    | 2400               |                  | 14° 41′ 38″ nord, 0° 05′ 10″ ouest |       |
| Mare de Yomboli                                                  | Sahel                           |       | 27 février 2019 | 8,3452           | 292 - 299    | 2401               |                  | 14° 38′ 35″ nord, 0° 20′ 17″ ouest |       |